# Mircea II da Valáquia
Mircea II, cognominado O Jovem (em romeno:  Mircea al II-lea cel Tânăr) (1422- 12 de Dezembro de 1446) foi Príncipe da Valáquia entre 3 de Julho e Setembro de 1442.

## Família
Mircea II era um membro da linhagem Drăculeşti, e filho de Vlad II o Dragão. O seu cognome, O Jovem, é dado pelos historiadores somente para o distinguir de Mircea I da Valáquia.

## Vida
Em 1442, o seu pai, Vlad II, ausentou-se para negociar na corte otomana, de modo a obter o seu apoio para defender o Principado da Valáquia contra João Corvino, príncipe da Transilvânia. Mircea foi deixado a governar a Valáquia, como príncipe reinante, Porém, após a batalha de Sântimbru, nesse ano, João e as suas tropas invadiram a Valáquia e forçaram o seu pai a submeter-se.
Nesse mesmo ano, Mircea foi deposto do trono por um exército invasor liderado por João Corvino, e foi forçado a fugir. João colocou Bassarabe, filho de Dan II da Valáquia, no trono. No entanto, Bassarabe II ocupou o trono por pouco tempo, pois, passado um ano, perdeu-o para Vlad Dracul, pai de Mircea, que se encontrava apoiado por exércitos do Império Otomano. Vlad fizera um tratado com os turcos, garantindo que ele lhes iria pagar um tributo anual, bem como o envio de rapazes valaquianos para serem treinados para o serviço nos seus exércitos. Vlad também deixara cativos os irmãos de Mircea, Vlad e Radu.
Mircea apoiou o seu pai, mas não a sua política com o Império Otomano. Liderou as forças valaquianas numa campanha bem sucedida contra os otomanos com o pleno conhecimento do seu pai, mas sem qualquer apoio ou oposição. Um comandante militar capaz, Mircea recapturou com sucesso a Fortaleza de Giurgiu em 1445. No entanto, num outro tratado, Vlad permitiu que os Otomanos voltassem a ter controlo sobre a fortaleza, num esforço para manter o seu apoio, e os seus dois filhos seguros.
Em 1443, o novo rei da Hungria, Vladislau I (também rei da Polónia como Vladislau III), lançou uma campanha contra o Império Otomano, sob o comando de João Corvino, de modo a expulsar definitivamente os turcos da Europa. João Corvino exigiu que Vlad cumprisse o seu juramento, como membro da Ordem do Dragão e um vassalo da Hungria. Mas Vlad não o cumpriu. O Papa Eugénio IV absolveu Vlad da sua promessa, mas exigiu que enviasse Mircea no seu lugar. É provável que Vlad II tenha inicialmente negado o pedido, mas acabou por aceitar. O exército cristão foi destruído na Batalha de Varna; João Corvino conseguiu escapar, mas foi responsabilizado por muitos dos seus aliados, incluindo Mircea e o seu pai, pelo desastre. Isto marcou o início das hostilidades entre Corvino e o pai de Mircea
A 12 de Dezembro de 1446, os boiardos aliados de Corvino revoltaram-se contra Vlad, e foi Mrcea quem pagou primeiro as consequências das desavenças do seu pai: foi cego e enterrado vivo em Târgovişte.